# PGC 9870
LEDA/PGC 9870, auch UGC 2074, ist eine kompakte Galaxie im Sternbild Andromeda am Nordsternhimmel. Sie ist schätzungsweise 256 Millionen Lichtjahre von der Milchstraße entfernt und hat einen Durchmesser von etwa 75.000 Lichtjahren. Vom Sonnensystem aus entfernt sich das Objekt mit einer errechneten Radialgeschwindigkeit von näherungsweise 5.600 Kilometern pro Sekunde.

## Galaktisches Umfeld
| Nr. | Galaxie         | Alternativname          | Rek           | Dek           | Distanz/asec |
| --- | --------------- | ----------------------- | ------------- | ------------- | ------------ |
| →   | LEDA/PGC 9870   | UGC 2074                | 02h36m02.500s | +42d36m51.15s | 0            |
| 1   | LEDA/PGC 213034 | 2MASX J02355537+4237167 | 02h35m55.34s  | +42d37m16.7s  | 86.53        |
| 2   | LEDA/PGC 9873   | UGC 2073                | 02h36m04.400s | +42d25m15.28s | 695.34       |